# Alexander von Bunge (Forschungsreisender, 1851)

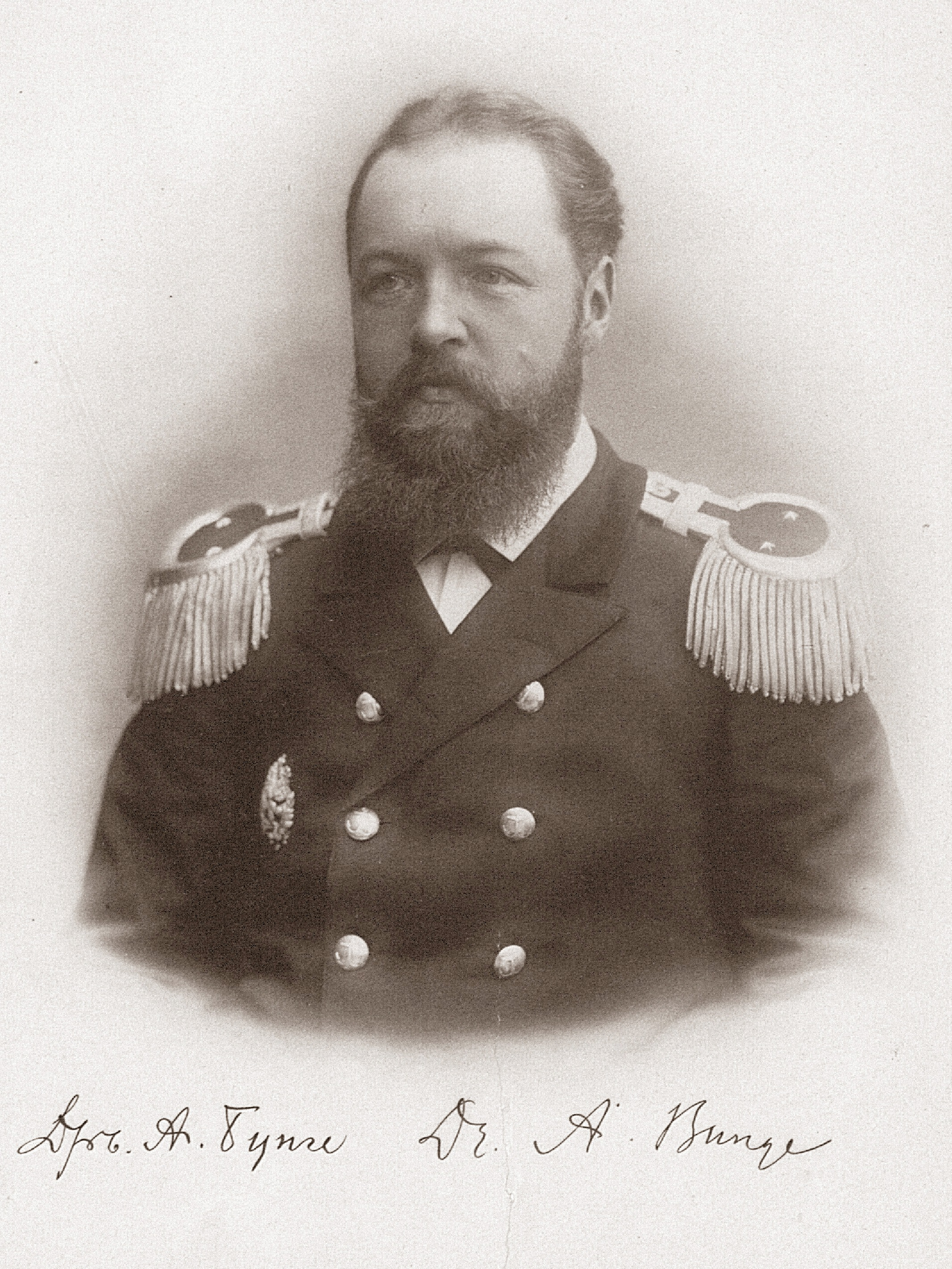
Alexander von Bunge

Alexander von Bunge (russisch Александр Александрович Бунге; wissenschaftliche Transliteration Aleksandr Aleksandrovič Bunge, * 28. Oktoberjul. / 9. November 1851greg. in Dorpat; † 19. Januar 1930 in Tallinn) war ein russischer Arzt und Forschungsreisender deutschbaltischer Abstammung. Er nahm in den 1880er Jahren an zwei Arktisexpeditionen teil und sammelte Tausende fossiler Knochen verschiedener Säugetiere sowie Stoßzähne von Wollhaarmammuts.

## Leben

### Frühe Jahre
Alexander von Bunge stammte aus der Gelehrtenfamilie Bunge und war der Sohn des Forschungsreisenden Alexander Georg von Bunge, Professor für Botanik an der Kaiserlichen Universität Dorpat, und dessen Ehefrau Caroline Elisabeth (1813–1858), geborene Pistohlkors. Sein älterer Bruder Gustav von Bunge war ein in der Abstinenzbewegung aktiver Physiologe. Sein Onkel Friedrich Georg von Bunge war Rechtshistoriker und Professor in Dorpat.
Alexander von Bunge besuchte die Blumbergsche Elementarschule und von 1862 bis 1870 das Gymnasium in Dorpat. Obwohl sein Interesse eher der Zoologie galt, entschied er sich für ein Studium der Medizin, das ihm ein sicheres Auskommen versprach. Er studierte von 1870 bis 1878 an der Universität Dorpat. Schon während des Studiums arbeitete er als Assistent des Anatomen Emil Rosenberg und veröffentlichte 1874 einen Artikel in der Jenaischen Zeitschrift für Naturwissenschaft. 1876 unternahm er eine Reise nach Österreich, Italien und Deutschland. Nach Abschluss seines Studiums war er von 1878 bis 1880 Verwalter des Irrenasyls in Dorpat. 1880 wurde er an der Universität Dorpat promoviert.

### Expedition ins Lenadelta 1882–1884

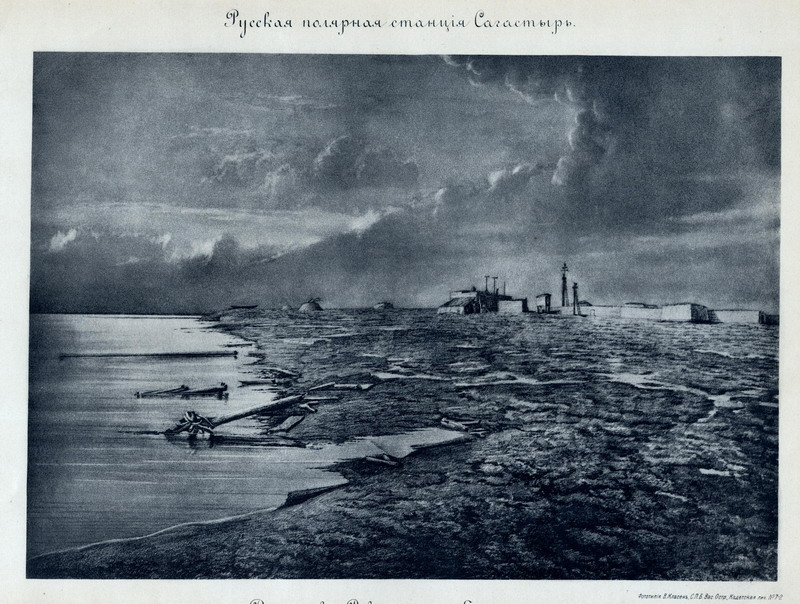
Forschungsstation Sagastyr

1881 ging Alexander von Bunge nach Sankt Petersburg, wo er eine Stelle als Ordinator am Marien-Magdalenen-Hospital gefunden hatte. Als er erfuhr, dass die Russische Geographische Gesellschaft sich mit einer Forschungsstation im Lenadelta am bevorstehenden Ersten Internationalen Polarjahr beteiligen wollte, bewarb er sich um einen Platz in der Expeditionsmannschaft. Auf Fürsprache des einflussreichen Zoologen Leopold von Schrenck, der Mitglied der Russischen Akademie der Wissenschaften und des Vorbereitungskomitees der Expedition war, wurde Bunge als Arzt und Assistent des Expeditionsleiters Stabskapitän Nikolai Jürgens (1847–1898) angenommen. Die Stelle eines Observators wurde mit Adolph Eigner (1854–?) besetzt, einem Mathematiker der Universität Dorpat. Die drei Wissenschaftlern wurden vor Antritt ihrer Reise am Physikalischen Zentralobservatorium in St. Petersburg (Heinrich von Wild) und an der Pulkowo-Sternwarte (Wilhelm Döllen) auf ihre Aufgabe vorbereitet. Diese bestand hauptsächlich in der Beobachtung des Wetters, des Erdmagnetismus und des Polarlichts nach einem durch die Internationale Polarkommission genau festgelegten Modus, der für alle 14 internationalen Stationen verbindlich war.
Im Dezember 1881 verließen die drei Männer St. Petersburg und reisten mit Eisenbahn und Schlitten über Irkutsk nach Jakutsk. Im Juli fuhr man im Lastkahn ins Lenadelta. In einem dreitägigen Sturm wurde ein Teil ihrer Instrumente beschädigt, und Bunge brach sich zwei Rippen. Am 22. August begann der Aufbau der Stationsgebäude im Süden der Insel Sagastyr. Schon am 31. August konnten die Temperaturmessungen begonnen werden. Die erdmagnetischen Messungen begannen am 31. Oktober. In der Station wohnten jetzt neun Männer: neben den drei Wissenschaftlern, zwei russische Seeleute, zwei Soldaten aus Irkutsk und zwei Kosaken aus Jakutsk. Die wissenschaftlichen Messreihen sollten ursprünglich über einen Zeitraum von zwölf Monaten aufgenommen werden. Spekulationen über eine Verlängerung führten dazu, dass die Expedition 1883 nicht mehr rechtzeitig abreisen konnte, so dass die Arbeiten bis Ende März 1884 fortgesetzt wurden. So entstand die bis dahin längste meteorologische Messreihe in der russischen Arktis. Ergänzt wurden die Arbeiten durch eine Kartierung des Lenadeltas und durch hydrologische Untersuchungen. Bunge legte umfangreiche paläontologische, zoologische und botanische Sammlungen an. Im Sommer 1884 gelang es ihm, den Kadaver eines Mammuts zu finden.

### Expedition zu den Neusibirischen Inseln und ins Janaland 1885–1886
Im Dezember 1884 traf Bunge wieder in Irkutsk ein, wo er auf den erst 26-jährigen Zoologen und Mineralogen Eduard von Toll wartete, der die Stadt im Januar 1885 erreichte. Beide waren – ganz nach Bunges Wunsch – von der Russischen Akademie der Wissenschaften damit beauftragt worden, eine Expedition ins Gebiet um den Strom Jana und zu den Neusibirischen Inseln durchzuführen, die noch nie von Naturwissenschaftlern betreten worden waren. Ein wesentliches Ziel der auf zwei Jahre angelegten Reise war die Entdeckung von Fossilien ausgestorbener Säugetiere. Daneben sollten vergleichende Untersuchungen des Klimas und der Geologie der der bereisten Gebiete vorgenommen werden.
Bunge und Toll verließen Irkutsk am 6. März 1885 und erreichten das an der Jana gelegene Werchojansk am 30. April. Hier begannen sie mit der Erforschung der Unterläufe von Jana und Indigirka. Im August kam die insgesamt zehnköpfige Expedition nach Kasatschje südwestlich von Ust-Jansk, wo sie überwinterte. Die Zeit wurde genutzt, um auf einer Schlittenreise ein Lebensmitteldepot in Aidshergaidach am Ebeljachbusen anzulegen. Ende April reiste Toll auf die Große Ljachow-Insel, wohin Bunge ihm im Mai folgte. Gemeinsam setzten sie nach Kotelny über und legten weitere Lebensmitteldepots an. Danach teilte die Expedition sich in zwei Gruppen. Toll begab sich nach Neusibirien, während Bunge die Ostküste Kotelnys kartieren wollte, jedoch feststellen musste, dass Kotelny und Faddejewski anders als erwartet durch eine große Sandbank – Toll gab ihr den Namen Bungeland – miteinander verbunden sind. Am 1. Juni kehrte Bunge auf die Große Ljachow-Insel zurück, um die dortigen Fossilien führenden Sedimente zu untersuchen. Nachdem Bunge und Toll sich Anfang November wieder getroffen hatten, kehrten sie nach Kasatschje zurück.
Schon am 10. Februar 1887 präsentierten sie ihre Forschungsergebnisse der Akademie der Wissenschaften in St. Petersburg. Diese konnten sich sehen lassen. Die umfangreiche Fossiliensammlung bestand aus fast 2000 Knochen von Säugetieren, darunter von solchen, deren frühere Existenz in diesem Teil der Arktis bis dahin nicht bekannt war. Darunter waren Saigas, Höhlenlöwen und Wollnashörner. Wertvolle Erkenntnisse auf geologischem, geographischem, klimatologischem, zoologischem und botanischem Gebiet machten die Expedition außerordentlich erfolgreich.

### Weiteres Leben
Die Reiselust verließ Alexander von Bunge nicht. Nach seiner Rückkehr aus Sibirien wurde er Schiffsarzt in der Kaiserlich Russischen Marine. 1888 bis 1891 nahm er an einer Weltumrundung teil. Den Winter 1892/93 verbrachte er an der Zoologischen Station Neapel. 1893/94 war er als Arzt an einer Schiffsexpedition in die Karasee beteiligt, deren Ziel es war, Baumaterial für die Transsibirische Eisenbahn an den Jenissei zu liefern. Anschließend wurde er Schiffsarzt an Bord des Panzerkreuzers Rurik, auf dem er 1895/98 zum zweiten Mal die Welt umrundete. Von 1899 bis 1901 beteiligte er sich an der schwedisch-russischen Gradmessung auf Spitzbergen. Er nahm meteorologische und erdmagnetischen Beobachtungen vor, sammelte Pflanzen und Tiere, studierte aber auch die Wirkung des arktischen Klimas auf den menschlichen Organismus.
1901 wurde Bunge leitender Arzt auf dem Geschützten Kreuzer Diana. Am Russisch-Japanischen Krieg 1904/05 nahm er als oberster Arzt des russischen Pazifikgeschwaders und der Marinehospitäler in Port Arthur teil. 1905 fuhr er erneut auf der Nordostpassage zur Mündung des Jenissei. 1906 wurde Bunge Chefarzt der Baltischen Flotte. Am 18. Novemberjul. / 1. Dezember 1907greg. ging er in Sankt Petersburg die Ehe mit Flora Jung ein. In der Kommission der Admiralität, die 1912 Georgi Sedows Projekt einer Expedition zum geographischen Nordpol begutachtete, war er der Einzige, der es befürwortete. Nachdem Bunge 1914 aus Altersgründen in den Ruhestand versetzt worden war, leitete er bis 1918 zwei private Kriegslazarette in St. Petersburg.
Nach Kriegsende zog Bunge sich auf das Landgut Mõtliku in Estland zurück, das er von seinem Vater geerbt hatte. 1924 verkaufte er es und lebte danach in Tallinn, wo er 1930 starb.

## Ehrungen
Alexander von Bunge wurde für seine Expeditionen nach Sibirien 1889 die goldene Lütke-Medaille der Russischen Geographischen Gesellschaft zuerkannt. Er war Ehrenmitglied der Ehstländischen Literärischen Gesellschaft und korrespondierendes Mitglied der Naturforschenden Gesellschaft von Dorpat.
Neben Bungeland sind weitere geographische Objekte nach ihm benannt. Das sind in der russischen Arktis die Bungehalbinsel der Insel Russki im Nordenskiöld-Archipel, der Bungegletscher auf Nowaja Semlja und das Kap Mys Doktorski im Lenadelta sowie auf Spitzbergen der Berg Bungefjellet, der Gletscher Bungebreen, die Moräne Bungemorenen, der Bach Bungeelva, die Ebene Bungeleira und der See Bungevatnet.

## Schriften (Auswahl)
- Ueber die Nachweisbarkeit eines biserialen Archipterygium bei Selachiern und Dipnoern. In: Jenaische Zeitschrift für Naturwissenschaft, Bd. 8 (neue Folge Bd. 1), 1874, S. 293–307.
- Untersuchungen zur Entwickelungsgeschichte des Beckengürtels der Amphibien, Vögel und Reptilien. Dissertation, Dorpat 1880.
- Naturhistorische Nachrichten aus der Polarstation an der Lena-Mündung In: Mélanges biologiques tirés du Bulletin de l’Académie impériale des sciences de St. Pétersbourg, Bd. 11, Nr. 5, 1883, S. 581–622.
- Naturhistorische Beobachtungen und Fahrten im Lena-Delta. In: Mélanges biologiques tirés du Bulletin de l’Académie impériale des sciences de St. Pétersbourg, Bd. 12, Nr. 1, 1884, S. 31–107.
- Bericht über fernere Fahrten im Lena-Delta und die Ausgrabung eines angeblich vollständigen Mammuthcadavers. In: Mélanges biologiques tirés du Bulletin de l’Académie impériale des sciences de St. Pétersbourg, Bd. 12, Nr. 3, 1886, S. 231–309.
- Brief an den beständigen Secretär der Akademie über den Gang der von der Akademie veranstalteten Polar-Expedition. In: Mélanges biologiques tirés du Bulletin de l’Académie impériale des sciences de St. Pétersbourg, Bd. 12, Nr. 3, 1886, S. 313–318.
- Die Lena-Expedition 1881–1884. In: A. Tillo (Hrsg.): Beobachtungen der russischen Polarstation an der Lenamündung. Expedition der Kaiserlich Russischen geographischen Gesellschaft. St. Petersburg 1895, S. 1–96.
- Berichte über die von der Kaiserlichen Akademie der Wissenschaften ausgerüsteten Expedition nach den Neusibirischen Inseln und dem Jana-Lande. In: L. von Schrenck, C. J. Maximowicz (Hrsg.): Beiträge zur Kenntniss des Russischen Reiches und der angrenzenden Länder Asiens, dritte Folge, Band III, St. Petersburg 1887, S. 63–275 (mit Eduard von Toll)